# Sebastian Edathy
 (février 2014).
Si vous disposez d'ouvrages ou d'articles de référence ou si vous connaissez des sites web de qualité traitant du thème abordé ici, merci de compléter l'article en donnant les références utiles à sa vérifiabilité et en les liant à la section « Notes et références ».
Sebastian Edathy né Sebastian Edathiparambil le 5 septembre 1969 à Hanovre, est une personnalité politique allemand, membre du Parti social-démocrate d'Allemagne.

## Biographie
Il est élu député au Bundestag[Quand ?]. En février 2014 il démissionne, peu de temps avant l'annonce d'une l'enquête en cours à son contre quant aux soupçons de possession de matériel de pornographie juvénile[réf. nécessaire].

## Publications
- Was alle betrifft, muss von allen beschlossen werden – Warum die Einführung des allgemeinen kommunalen Ausländerwahlrechts verfassungsrechtlich machbar und integrationspolitisch notwendig ist. In: Marvin Oppong (Hrsg.): Migranten in der deutschen Politik. VS Verlag für Sozialwissenschaften, Wiesbaden 2011,  (ISBN 978-3-531-17057-2), S. 25–31, DOI 10.1007/978-3-531-93316-0_2.
- mit Bernd Sommer: Die zwei Gesichter des Rechtsextremismus in Deutschland – Themen, Machtressourcen und Mobilisierungspotentiale der extremen Rechten. In: Stephan Braun, Alexander Geisler, Martin Gerster (Hrsg.): Strategien der extremen Rechten. Hintergründe – Analysen – Antworten. VS Verlag für Sozialwissenschaften, Wiesbaden 2009,  (ISBN 978-3-531-15911-9), S. 45–57, DOI 10.1007/978-3-531-91708-5_3.
- Mehr Demokratie und mehr Teilhabe. Pfeiler sozialdemokratischer Innenpolitik im 21. Jahrhundert. In: Matthias Platzeck, Peer Steinbrück, Frank-Walter Steinmeier (Hrsg.): Auf der Höhe der Zeit. Soziale Demokratie und Fortschritt im 21. Jahrhundert. Vorwärts-Buch, Berlin 2007,  (ISBN 978-3-86602-629-2), S. 247–251, « online (PDF; 54,2 KB) »(Archive.org • Wikiwix • Archive.is • Google • Que faire ?).
- Der Feldforscher – Frank Jansen. In: Maybrit Illner, Hajo Schumacher (Hrsg.): Schmierfinken. Politiker über Journalisten. Heyne, München 2009,  (ISBN 978-3-453-62037-7), S. 34–38.
- Wo immer auch unsere Wiege gestanden hat. Parlamentarische Debatten über die deutsche Staatsbürgerschaft 1870–1999 (= ZwischenWelten. Theorien, Prozesse und Migrationen. Band 5). IKO – Verlag für Interkulturelle Kommunikation, Frankfurt am Main 2000,  (ISBN 3-88939-369-1).